# 井上利明
井上 利明（いのうえ としあき、1941年11月3日 - ）は、大阪府出身の元競艇選手。
旧姓「南」。

## 来歴
1965年にデビューし、勝負時のスタートは思い切りが良く、フライングも多かったが、気風のいい取り口として強烈な印象を残した。貴田宏一・岩口昭三と共に、平均スタートタイムが0.25という時代に0.17前後が普通であった。
「南」姓であった1973年には大村21周年で優勝し、第8回鳳凰賞競走（浜名湖）で準優勝 。
1985年5月7日に地元住之江で開催された第12回笹川賞競走では瀬古修・長嶺豊・荘林幸輝・刀根辰治・浅香登を抑え、自身唯一の四大特別競走・SG級レース制覇を成し遂げる。
1994年に地元住之江で行われた第4回GC決定戦競走では準優勝戦で2号艇から1号艇林通をどかして1コースを奪取し、場内の客をどよめかせ、トップスタートを切っての逃げを決めた。本番では3号艇で1号艇を引いた立山一馬のインを奪って場内を沸かせたが、1周1マークでは2コースから捲りを敢行した立山に合わせて一緒に流れていき、三角哲男・林に次ぐ3着に終わった。
2003年9月27日には戸田一般戦「第35回報知新聞社杯」5日目9Rで通算2,000勝（5号艇3コース進入）を達成し、10月13日には下関一般戦「西スポ杯争奪戦競走」最終日2Rで2002勝目（1号艇1コースから逃げ切り）を挙げ、これが最後の勝利となった。同28日の尼崎「一般競走」最終日2Rが最後の出走となり（1号艇1コース進入で4着）、同年限りで現役を引退。
引退後の2007年にはボートレースの殿堂マイスターに選ばれ、現在も住之江の場内解説に登場する際、未だに旧姓が由来の「ナンちゃん」の愛称で呼ばれている。

## 獲得タイトル
※太字は四大特別競走を含むSG級レース
- 1973年 - 大村開設21周年記念競走
- 1976年 - 近畿地区選手権競走（尼崎）、尼崎開設24周年記念競走
- 1978年 - 近畿地区選手権競走（尼崎）
- 1981年 - 常滑開設28周年記念「全国争覇特別競走」
- 1982年 - 常滑開設29周年記念「全国争覇特別競走」
- 1983年 - びわこ開設31周年記念「秩父宮妃記念杯競走」
- 1984年 - 蒲郡開設29周年記念競走
- 1985年 - 第12回笹川賞競走（住之江）